# خليل الدليمي
خليل عبود صالح الدليمي (ولد في 1962) محامي عراقي وناشط حقوقي وعضو سابق في نقابة المحامين العراقيين.، تولى الدفاع عن الرئيس الأسبق صدام حسين ما بين 2005- 2006. يعيش حالياً بالأردن، ألف عدة كتب أهمها: هذا ما حدث والعدالة من المنظور الأمريكي.
في ديسمبر 2008، رفض منتظر الزيدي وهو صحفي إذاعي عراقي كان رهن الاحتجاز بعد أن ألقى حذائه على الرئيس الأمريكي جورج دبليو بوش عرض الدليمي بالدفاع عنه قانونياً.